# ハノーヴァー (競走馬)
ハノーヴァー (Hanover) は、19世紀末にアメリカ合衆国で活躍した競走馬、種牡馬。1887年にベルモントステークスに優勝、生涯に獲得した賞金118,887ドルは当時のアメリカにおける獲得賞金記録であった。のち種牡馬としても成功。1955年アメリカ競馬殿堂入り。

## 生涯
1884年、ケンタッキー州のラニーミードファームで生まれる。1歳になると1,250ドルでドワイヤー兄弟ステーブルに購入された。馬名はドイツの地名ハノーファー (Hannover) ではなく、直接的にはハノーヴァー朝 (Hanover) に由来する。
なお、この年ドワイヤーらはトレモント (Tremont) 、後にキングストン (Kingston) も所有した。

### 現役時代
フランク・マッケイブによって調教を受けた。2歳時はホープフルステークス、サプリングステークスを含む3戦3勝。3歳時はベルモントステークスを15馬身差（ただし相手1頭。30馬身差とも）で勝った他、ブルックリンダービー、ウィザーズステークスなどを含む27戦20勝。デビュー戦から3歳の前半まで実に17連勝している。その後は使い詰めや脚部不安などの影響も有り勢いは鈍っていくが、5歳まで走り、最終的に50戦32勝の成績を残した。獲得賞金はそれまでのレコードを上回る118,887ドルに達した。最も勢いがあった1887年には、記録に残るものとしては最古の年度代表馬に選ばれている。

### 種牡馬入り後
引退後は種牡馬となりハンバーグ (Hamburug) らを出した。1895-1898年にかけチャンピオンサイアーを獲得。また、産駒の一頭でイギリスに渡ったローダ B. (Rhoda B.) は、ダービー馬オービー (Orby) 、1000ギニー馬ロードラ (Rhodora) を出した。なお、ハノーヴァー自身はジャージー規則に則ったサラブレッドではないが、規則制定以前にイギリスに入っていたローダ B.の子孫についてはサラブレッドと認められていた。
1899年3月に体を悪くして安楽死されている。

## 子孫
その後ハノーヴァーの父系子孫はハンバーグがチャンピオンサイアーになったが、産駒に牝馬とセン馬が多かったこと、最強産駒バーゴマスター (Burgomaster) がチリに輸出されたことなどから発展しなかった。別系統のブラックストック (Blackstock) の子孫がやや伸びたが、1950年代に事実上全滅。子孫は現在アメリカの片田舎で趣味的に維持されているのみで、サラブレッドではあっても馬術競技専門で、もはや競走馬ではない。

## 評価

### 主な勝鞍
※当時はグレード制未導入
- 1886年（3戦3勝）
  - サプリングステークス、ホープフルステークス
- 1887年（27戦20勝）
  - ウィザーズマイル、ベルモントステークス、ブルックリンダービー、ユナイテッドステイツホテルステークス、スウィフトステークス、ロリラードステークス
- 1888年（6戦3勝）
- 1889年（17戦9勝）

### 年度代表馬
- 1886年 - 年度代表馬、最優秀3歳牡馬

### 表彰
- 1955年 - アメリカ競馬名誉の殿堂博物館に殿堂馬として選定される。

## 血統表
| ハノーヴァーの血統（グレンコー系（ヘロド系） / Vandal 3x3=25.0%） | ハノーヴァーの血統（グレンコー系（ヘロド系） / Vandal 3x3=25.0%） | ハノーヴァーの血統（グレンコー系（ヘロド系） / Vandal 3x3=25.0%） | （血統表の出典）     | （血統表の出典） |
| 父 Hindoo 1878 鹿毛 アメリカ                                      | 父の父Virgil 1864 青鹿毛 アメリカ                                 | Vandal                                                            | Glencoe              | Glencoe          |
| 父 Hindoo 1878 鹿毛 アメリカ                                      | 父の父Virgil 1864 青鹿毛 アメリカ                                 | Vandal                                                            | Tranby Mare          |                  |
| 父 Hindoo 1878 鹿毛 アメリカ                                      | 父の父Virgil 1864 青鹿毛 アメリカ                                 | Hymenia                                                           | Yorkshire            | Yorkshire        |
| 父 Hindoo 1878 鹿毛 アメリカ                                      | 父の父Virgil 1864 青鹿毛 アメリカ                                 | Hymenia                                                           | Little Peggy         |                  |
| 父 Hindoo 1878 鹿毛 アメリカ                                      | 父の母Florence 1869 栗毛 アメリカ                                 | Lexington                                                         | Boston               | Boston           |
| 父 Hindoo 1878 鹿毛 アメリカ                                      | 父の母Florence 1869 栗毛 アメリカ                                 | Lexington                                                         | Alice Carneal        |                  |
| 父 Hindoo 1878 鹿毛 アメリカ                                      | 父の母Florence 1869 栗毛 アメリカ                                 | Weatherwitch                                                      | Weatherbit           | Weatherbit       |
| 父 Hindoo 1878 鹿毛 アメリカ                                      | 父の母Florence 1869 栗毛 アメリカ                                 | Weatherwitch                                                      | Birdcatcher Mare     |                  |
| 母 Bourbon Belle 1869 鹿毛 アメリカ                               | 母の父Bonnie Scotland 1853 鹿毛 イギリス                          | Iago                                                              | Don John             | Don John         |
| 母 Bourbon Belle 1869 鹿毛 アメリカ                               | 母の父Bonnie Scotland 1853 鹿毛 イギリス                          | Iago                                                              | Scandal              |                  |
| 母 Bourbon Belle 1869 鹿毛 アメリカ                               | 母の父Bonnie Scotland 1853 鹿毛 イギリス                          | Queen Mary                                                        | Gladiator            | Gladiator        |
| 母 Bourbon Belle 1869 鹿毛 アメリカ                               | 母の父Bonnie Scotland 1853 鹿毛 イギリス                          | Queen Mary                                                        | Plenipotentiary Mare |                  |
| 母 Bourbon Belle 1869 鹿毛 アメリカ                               | 母の母Ella D. 1857 鹿毛 アメリカ                                  | Vandal                                                            | Glencoe              | Glencoe          |
| 母 Bourbon Belle 1869 鹿毛 アメリカ                               | 母の母Ella D. 1857 鹿毛 アメリカ                                  | Vandal                                                            | Tranby Mare          |                  |
| 母 Bourbon Belle 1869 鹿毛 アメリカ                               | 母の母Ella D. 1857 鹿毛 アメリカ                                  | Falcon                                                            | Woodpecker           | Woodpecker       |
| 母 Bourbon Belle 1869 鹿毛 アメリカ                               | 母の母Ella D. 1857 鹿毛 アメリカ                                  | Falcon                                                            | Ophelia F-No.21      |                  |